# Tau
Cette page contient des caractères spéciaux ou non latins. S’ils s’affichent mal (▯, ?, etc.), consultez la page d’aide Unicode.
Pour les articles homonymes, voir Tau (homonymie).
Tau (capitale Τ, minuscule τ ; en grec ταυ) est la dix-neuvième lettre de l'alphabet grec, précédée par sigma et suivie par upsilon. Dérivée de la lettre tau  de l'alphabet phénicien, elle est l'ancêtre de la lettre T de l'alphabet latin et de la lettre Т de l'alphabet cyrillique.

## Caractéristiques

### Usage
En grec moderne comme en grec ancien, la lettre tau représente la consonne occlusive alvéolaire sourde (/t/).
Dans le système de numération grecque, tau vaut 300 ; par exemple ‹ τʹ › représente le nombre 300.
Comme la plupart des autres lettres grecques, le tau est parfois utilisé en dehors de son contexte alphabétique grec dans les sciences. τ sert par exemple en physique à noter un temps relatif (un temps de réponse, par exemple), quand le caractère t est utilisé pour le temps absolu.
Tau est aussi utilisé dans le domaine des mathématiques, c'est la lettre grecque utilisée pour dire : Topologie. En physique, il existe également le lepton Tau (ou tauon). En médecine, Tau est une protéine associée aux microtubules qui s'agrège dans certaines maladies neurodégénératives comme la maladie d'Alzheimer. En mécanique des milieux continus, Tau est la dénomination associée aux différentes contraintes de cisaillement qui s'appliquent dans un solide ou un milieu.
Le tau, que l'on nomme alors croix de saint Antoine, est le symbole par excellence des Franciscains, qui voient dans cette lettre la forme de la croix du Christ et un signe de rédemption. C'était au Moyen Âge le symbole des Antonins, et dans l'iconographie occidentale saint Antoine le Grand est souvent représenté portant une croix en tau.
Tau  est également un symbole maçonnique par sa représentation numérologique 19 dans l'alphabet grec composé du 1 (le début) et 9 (la fin) avant que le zéro ne soit inventé. 

### Nom
Tout comme la plupart des noms des autres lettres, « tau » ne signifie rien de particulier en grec et n'est qu'un emprunt direct au nom de la lettre en phénicien. Il est supposé que le nom de la lettre phénicienne correspondante signifierait « marque ».
En grec, la lettre est appelée ταυ (tau), prononcée /taf/. En grec ancien, la lettre est appelée ταῦ (taû), prononcée vraisemblablement / ˈta͜ʊˌ / en dialecte attique.

## Histoire

### Origine
La lettre tau tire son origine de la lettre correspondante de l'alphabet phénicien, . Celle-ci provient peut-être de l'alphabet protosinaïtique, une écriture utilisée dans le Sinaï il y a plus de 3 500 ans, elle-même probablement dérivée de certains hiéroglyphes égyptiens ; le hiéroglyphe sur lequel la lettre phénicienne est basée signifierait « marque » . L'alphabet phénicien atteint une forme plus ou moins standard vers le XIe siècle av. J.-C. Sa dernière lettre est une consonne (l'alphabet phénicien est un abjad qui ne note pas les voyelles) correspondant probablement au son [t].
La lettre correspondante de l'alphabet sudarabique est , ta, correspondant à la lettre ተ, tä, de l'alphasyllabaire guèze. Dans les alphabets sémitiques, la lettre phénicienne conduit au syriaque ܬ, à l'hébreu ת, à l'araméen 𐡕, à l'arabe ﺕ et au berbère ⵜ.

### Alphabets archaïques

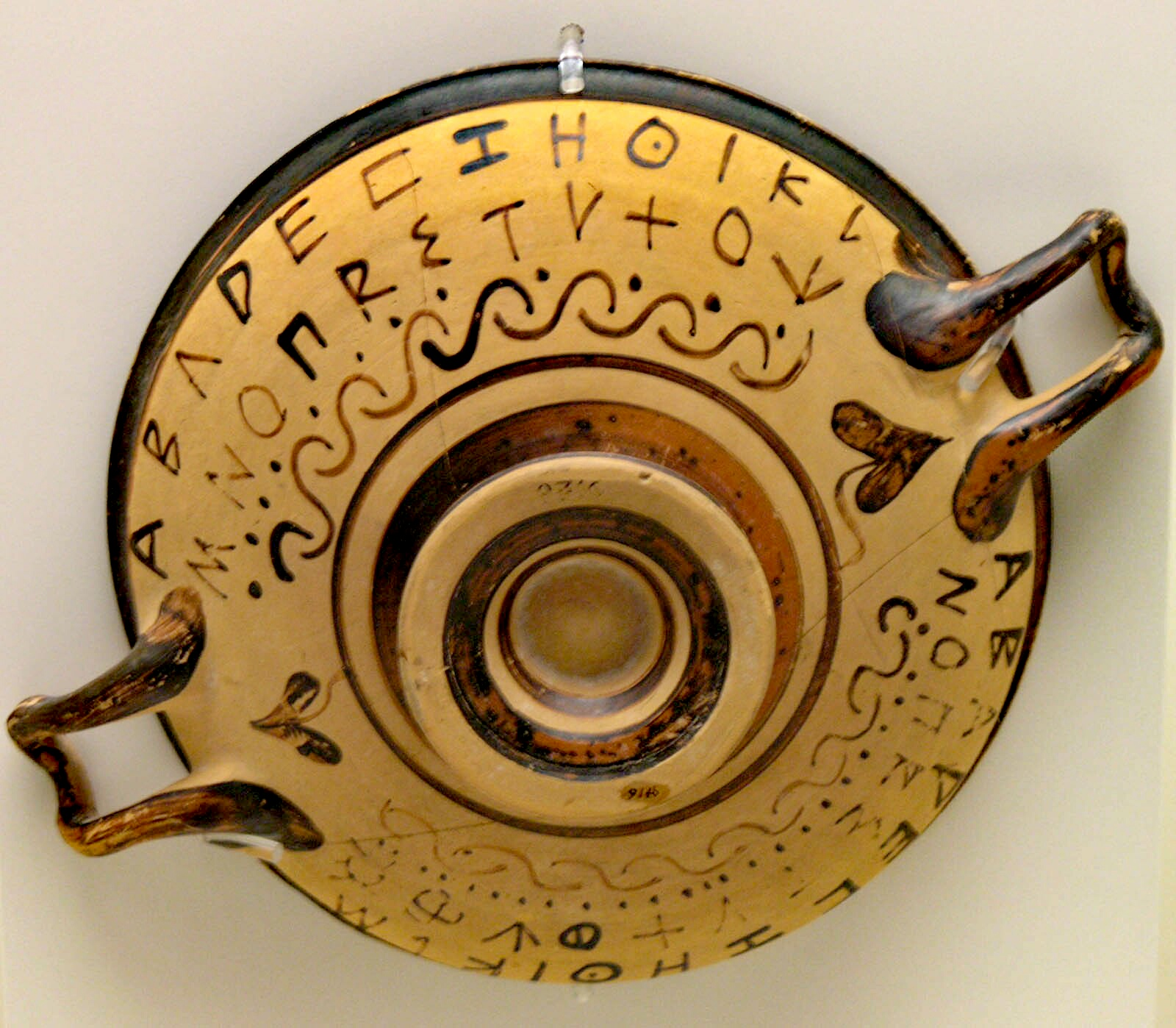
Alphabet grec peint sur la panse d'une coupe attique à figures noires.

L'alphabet grec dérive directement de l'alphabet phénicien. Sa 20e lettre est utilisée pour noter le son [t] ; la position exacte du tau dans l'alphabet dépend de l'emploi ou non des lettres digamma, san, sigma, koppa ou xi suivant les dialectes.
Dans les alphabets grecs archaïques, la graphie du tau reprend celle de l'alphabet phénicien et, de façon générale, diffère peu suivant les dialectes grecs, les variations portant sur la position et l'inclinaison de la barre horizontale ; on trouve ainsi , ,  et ,.

### Évolution
La forme actuelle de la lettre provient de l'alphabet utilisé en Ionie, qui est progressivement adopté par le reste du monde grec antique (Athènes passe un décret formel pour son adoption officielle en 403 av. J.-C. ; son usage est commun dans les cités grecques avant le milieu du IVe siècle av. J.-C.). La forme du tau change toutefois peu. La lettre prend à cette époque la 19e position de l'alphabet, entre sigma et upsilon.
L'alphabet grec reste monocaméral pendant longtemps. Les formes minuscules proviennent de l'onciale grecque, une graphie particulière créée à partir de la majuscule et de la cursive romaine vers le IIIe siècle et adaptée à l'écriture à la plume, et sont créées vers le IXe siècle. Pendant la Renaissance, les imprimeurs adoptent la forme minuscule pour les polices bas-de-casse, et modèlent les lettres capitales sur les formes des anciennes inscriptions, conduisant le grec à devenir bicaméral.

### Dérivés
L'alphabet étrusque est dérivé de l'alphabet grec employé en Eubée — alphabet que les Étrusques apprennent à Pithécusses (Ischia), près de Cumes. L'alphabet latin descend directement de l'alphabet étrusque ; le tau conduit ainsi à la lettre T.
Dans l'alphabet cyrillique, le tau donne naissance à la lettre te, Т.
Dans l'alphabet copte, la lettre conduit à la lettre tau, Ⲧ.

Tau phénicien
Tau épigraphique grec
Tau grec majuscule moderne
Écriture onciale
Variantes cursives
Variantes minuscules
Tau grec minuscule moderne
T étrusque
T romain
Te cyrillique
Tau copte

## Codage
- La majuscule Τ possède les codages suivants :
  - Unicode : U+03A4
  - Entité HTML : &Tau;
  - TeX : \Tau ; {\displaystyle \mathrm {T} }
  - DOS Greek : 147
  - DOS Greek-2 : 208
  - Windows-1253 : 212

- La minuscule τ possède les codages suivants :
  - Unicode : U+x03C4
  - Entité HTML : &tau;
  - TeX : \tau ; {\displaystyle \tau }
  - DOS Greek : 171
  - DOS Greek-2 : 237
  - Windows-1253 : 244

Le tableau suivant recense les différents caractères Unicode utilisant le tau :
| Caractère | Représentation | Code    | Bloc Unicode                           | Nom Unicode                                                 |
| --------- | -------------- | ------- | -------------------------------------- | ----------------------------------------------------------- |
| Τ         | Τ              | U+03A4  | Grec et copte                          | Lettre majuscule grecque tau                                |
| τ         | τ              | U+03C4  | Grec et copte                          | Lettre minuscule grecque tau                                |
| 𝚻         | 𝚻              | U+1D6BB | Symboles mathématiques alphanumériques | Majuscule mathématique grasse tau                           |
| 𝛕         | 𝛕              | U+1D6D5 | Symboles mathématiques alphanumériques | Minuscule mathématique grasse tau                           |
| 𝛵         | 𝛵              | U+1D6F5 | Symboles mathématiques alphanumériques | Majuscule mathématique italique tau                         |
| 𝜏         | 𝜏              | U+1D70F | Symboles mathématiques alphanumériques | Minuscule mathématique italique tau                         |
| 𝜯         | 𝜯              | U+1D72F | Symboles mathématiques alphanumériques | Majuscule mathématique italique grasse tau                  |
| 𝝉         | 𝝉              | U+1D749 | Symboles mathématiques alphanumériques | Minuscule mathématique italique grasse tau                  |
| 𝝩         | 𝝩              | U+1D769 | Symboles mathématiques alphanumériques | Majuscule mathématique grasse sans empattement tau          |
| 𝞃         | 𝞃              | U+1D783 | Symboles mathématiques alphanumériques | Minuscule mathématique grasse sans empattement tau          |
| 𝞣         | 𝞣              | U+1D7A3 | Symboles mathématiques alphanumériques | Majuscule mathématique italique grasse sans empattement tau |
| 𝞽         | 𝞽              | U+1D7BD | Symboles mathématiques alphanumériques | Minuscule mathématique italique grasse sans empattement tau |

## Dans la culture populaire

### The Tau Manifesto
Depuis 2010, le physicien Michael Hartl défend l'usage d'une nouvelle constante mathématique, notée τ et définie comme étant égale au rapport de la circonférence d'un cercle sur son rayon, soit 2π, en référence à l'article du mathématicien Robert Andrew Palais qui affirme que les formules mathématiques faisant intervenir π seraient plus harmonieuses si on fixait sa valeur numérique à 6,2831853071795... soit 2π,. Les principaux arguments de Michael Hartl étant que les angles en radians sont bien plus abordables avec τ, une fraction de tour équivalant la même fraction de τ, et que la définition de τ est bien plus naturelle que celle de π au vu de la généralisation des formules de surface et de volume aux hypersphères. Depuis, des défenseurs de τ (appelés amicalement Tauistes) ont créé le Tau day au 28 juin (6/28) en concurrence avec le Pi day du 14 mars (3/14).